# 神龍誠
神龍 誠（しんりゅう まこと、2000年7月5日 - ）は、日本の男性プロ総合格闘家。宮城県仙台市出身。神龍ワールドジム主宰。第5代DEEPフライ級王者。第10代CFFCフライ級王者。

## 来歴
小学3年時に宮城県仙台市でレスリングを始める。2011年3月11日の東日本大震災の影響で千葉県柏市に転居。転居後もレスリングを続けながらムエタイや柔術も始める。
2012年10月、第5回全日本アマチュアシュートボクシング選手権東京大会 キッズ高学年の部にて優勝。
同年12月、柔術大会である ISAMI&reversal presents DE LA RIVA CUP 2012 TOKYO ジュニア白/灰帯ミドル級にて優勝。
2015年、全国中学生レスリング選手権大会で準優勝。2016年3月に柏市立風早中学校卒業。
卒業後はプロに転向し、2016年4月24日、パンクラスで総合格闘技プロデビュー。前野辰一と対戦し、判定3-0で勝利。以降、デビューから7戦無敗で頭角を現す。
2018年4月28日、DEEP 83 IMPACTのDEEPフライ級タイトルマッチにて王者の和田竜光と対戦し、0-5の判定負けを喫し王座獲得に失敗した。
2019年6月29日、DEEPフライ級暫定王者決定戦で柴田"MONKEY"有哉と対戦。判定勝利を収め、DEEP史上最年少となる18歳でDEEPフライ級暫定王者となった。

### RIZIN参戦〜
2019年12月29日、BELLATOR JAPAN内のRIZIN提供試合にてRIZINデビューを行い、WSOFフライ級王者の中村優作と対戦し、3-0の判定勝ちを収めた。
2020年3月1日、和田の王座返上に伴い、神龍が第5代DEEPフライ級王者に認定された。
2020年8月10日、RIZIN本大会初出場となったRIZIN.23 - CALLING OVER -にて元ZSTフライ級王者の伊藤盛一郎と対戦し、激しい試合展開の末、2Rにギロチンチョークによる一本勝ちを収めた。
2021年5月15日、宮城県亘理郡に神龍ワールドジムを開設。
2021年10月23日、DEEP 104 IMPACTで前修斗フライ級王者の福田龍彌と対戦し、3-0の判定勝ちを収めた。
2021年12月12日、GroundImpact Gi-1 2021トーナメントにアダルト青帯ライトフェザー級で出場し優勝。なお、当大会は柔術大会である為本名である髙橋誠名義で出場。
2022年5月9日、DEEP 107 IMPACTのDEEPフライ級王座統一戦で暫定王者の藤田大和と対戦し、3Rにニンジャチョークによる一本勝ちを収め、王座の初防衛及び王座統一に成功した。
2022年7月31日、RIZIN.37で所英男と対戦し、3-0の判定勝ちを収めた。
2022年11月10日、CFFC 114のCFFCフライ級王座決定戦で、ディエゴ・パイヴァと対戦し、4Rにニンジャチョークによる一本勝ちを収め、CFFC王座獲得に成功した。この試合のフィニッシュシーンは、UFCファイトパスアワードにて、2022年にUFCファイトパスで放送された全試合の中でサブミッションオブザイヤーに選ばれた。
2023年4月、堀口恭司と初代Bellatorフライ級王座をかける勝負をする契約の際、CFFC王座を返上した。
2023年4月1日、RIZIN.41で元ストロー級キング・オブ・パンクラシストの北方大地と対戦し、1Rマウントからの肘で北方の額を切り裂き、2R肩固めで失神させて一本勝ち。これにより10連勝、5年間無敗となった。
2023年7月30日、超RIZIN.2で行われたBellatorパートのセミファイナルで元RIZINバンタム級王者の堀口恭司と初代Bellator世界フライ級王座決定戦を行うも、1R開始直後に堀口の偶発的なアイポークを受けて片目が見えなくなり、ドクターに試合続行不可能と判断され、試合開始から僅か25秒でノーコンテストとなった。
2023年12月31日、RIZIN.45の初代RIZINフライ級王座決定戦で堀口恭司と再戦し、2Rにリアネイキッドチョークで一本負け。王座獲得に失敗するとともに、17歳の時のDEEPタイトルマッチ以来、約6年ぶりの敗戦となり、10連勝がストップした。
2024年3月29日、DEEPフライ級タイトルマッチのスケジュール調整がつかないことを理由に王座を返上。暫定王者の福田龍彌が正規王者として認定された。
2024年4月29日、RIZIN.46でイ・ジョンヒョンと対戦し、1Rに肩固めで一本勝ち。試合後リング上で神龍が扇久保博正に対戦を表明し、超RIZIN.3での対戦が決定した。
2024年7月28日、超RIZIN.3で修斗世界2階級制覇王者、RIZIN バンタム級 JAPAN GRAND-PRIX 2021優勝の扇久保博正と対戦し、互角の展開となるも0-3の判定負け。どちらの勝ちでもおかしくない僅差の試合だったことから神龍はRIZIN公式スタッツで自分が数字上有利だったことを公開し、「批判覚悟で言いますが、負けた理由が分かりません」とJMOCジャッジの判定結果に異論を唱えた。
2024年11月4日、DEEP 122 IMPACTでKENTAと対戦し、2R序盤に後頭部気味のパンチでダウンを取られるも判定2-1で勝利。大晦日のRIZIN参戦を希望した。
2024年12月31日、RIZIN DECADEで元BRAVE CF・Titan FCの3冠王者のホセ・トーレスとキャッチウエイトの59kg契約で対戦し、接戦となるも判定1-2で敗北。
2025年5月4日、東京ドームで開催されたRIZIN男祭りにて当時5連勝中の伊藤裕樹と対戦し、3R通して完封し、3-0の判定勝利を収めた。

## 戦績
| 総合格闘技 戦績 | 総合格闘技 戦績 | 総合格闘技 戦績 | 総合格闘技 戦績 | 総合格闘技 戦績 | 総合格闘技 戦績 | 総合格闘技 戦績 |
| --------------- | --------------- | --------------- | --------------- | --------------- | --------------- | --------------- |
| 26 試合         | (T)KO           | 一本            | 判定            | その他          | 引き分け        | 無効試合        |
| 20 勝           | 0               | 6               | 14              | 0               | 1               | 1               |
| 4 敗            | 0               | 1               | 3               | 0               | 1               | 1               |

| 勝敗 | 対戦相手           | 試合結果                               | 大会名                                                              | 開催年月日     |
|      | 元谷友貴           | 試合前                                 | RIZIN.51 【RIZINフライ級王座決定トーナメント準決勝】                | 2025年9月28日  |
| ○    | 山本アーセン       | 1R 2:55 ギロチンチョーク               | 超RIZIN.4 真夏の喧嘩祭り 【RIZINフライ級王座決定トーナメント1回戦】 | 2025年7月27日  |
| ○    | 伊藤裕樹           | 5分3R終了 判定3-0                      | RIZIN男祭り                                                         | 2025年5月4日   |
| ×    | ホセ・トーレス     | 5分3R終了 判定1-2                      | RIZIN.49                                                            | 2024年12月31日 |
| ○    | KENTA              | 5分3R終了 判定2-1                      | DEEP 122 IMPACT                                                     | 2024年11月4日  |
| ×    | 扇久保博正         | 5分3R終了 判定0-3                      | 超RIZIN.3                                                           | 2024年7月28日  |
| ○    | イ・ジョンヒョン   | 1R 4:29 肩固め                         | RIZIN.46 【日韓対抗戦】                                             | 2024年4月29日  |
| ×    | 堀口恭司           | 2R 3:44 リアネイキッドチョーク         | RIZIN.45 【RIZINフライ級王座決定戦】                                | 2023年12月31日 |
| ー   | 堀口恭司           | 1R 0:25 無効試合（偶発的なアイポーク） | 超RIZIN.2 【Bellator世界フライ級王座決定戦】                        | 2023年7月30日  |
| ○    | 北方大地           | 2R 1:17 肩固め                         | RIZIN.41                                                            | 2023年4月1日   |
| ○    | ディエゴ・パイヴァ | 4R 0:28 スピニングチョーク             | CFFC 114 【CFFCフライ級王座決定戦】                                 | 2022年11月10日 |
| ○    | 所英男             | 5分3R終了 判定3-0                      | RIZIN.37                                                            | 2022年7月31日  |
| ○    | 藤田大和           | 3R 0:53 ニンジャチョーク               | DEEP 107 IMPACT 【DEEPフライ級王座統一戦】                          | 2022年5月8日   |
| ○    | 福田龍彌           | 5分3R終了 判定3-0                      | DEEP 104 IMPACT                                                     | 2021年10月23日 |
| ○    | 伊藤盛一郎         | 2R 4:30 ギロチンチョーク               | RIZIN.23 - CALLING OVER -                                           | 2020年8月10日  |
| ○    | 中村優作           | 5分3R終了 判定3-0                      | BELLATOR JAPAN                                                      | 2019年12月29日 |
| ○    | 柴田"MONKEY"有哉   | 5分3R終了 判定5-0                      | DEEP 90 IMPACT 【DEEPフライ級暫定王者決定戦】                       | 2019年6月29日  |
| ○    | 島袋力             | 5分3R終了 判定3-0                      | DEEP 88 IMPACT                                                      | 2019年3月9日   |
| ○    | 中山ハルキ         | 5分3R終了 判定3-0                      | DEEP 86 IMPACT                                                      | 2018年10月27日 |
| ×    | 和田竜光           | 5分3R終了 判定0-5                      | DEEP 83 IMPACT 【DEEPフライ級タイトルマッチ】                       | 2018年4月28日  |
| ○    | 石橋幸太           | 5分3R終了 判定2-1                      | DEEP 82 IMPACT                                                      | 2018年2月24日  |
| ○    | 獅庵               | 5分2R終了 判定3-0                      | DEEP OSAKA IMPACT                                                   | 2017年12月24日 |
| ○    | 中森祐人           | 5分2R終了 判定2-0                      | DEEP 79 IMPACT                                                      | 2017年9月16日  |
| △    | 石神保貴           | 5分2R終了 判定1-0                      | DEEP CAGE IMPACT                                                    | 2017年5月13日  |
| ○    | 丸岡拓也           | 5分2R終了 判定3-0                      | DEEP CAGE IMPACT DEEP VS WSOF-GC                                    | 2016年12月17日 |
| ○    | 曾我英将           | 5分2R終了 判定3-0                      | DEEP 77 IMPACT                                                      | 2016年8月27日  |
| ○    | 前野辰一           | 3分3R終了 判定3-0                      | PANCRASE ディファ有明大会                                           | 2016年4月24日  |

## 獲得タイトル
- 第5回全日本アマチュアシュートボクシング選手権東京大会 優勝（2012年）
- ISAMI&reversal presents DE LA RIVA CUP 2012 TOKYOトーナメント 優勝（2012年）
- 全国中学生レスリング選手権大会 準優勝(2015年）
- DEEPフライ級暫定王座（2019年）
- 第5代DEEPフライ級王座（2020年）
- GroundImpact Gi-1 2021トーナメント 優勝（2021年）
- 第10代CFFCフライ級王座（2022年）

### 試合映像
1. ↑  『【試合映像】伊藤盛一郎 vs. 神龍誠 / Seiichiro Ito vs. Makoto Shinryu - RIZIN.23』RIZIN公式YouTubeチャンネル、2020年。
2. ↑  『【期間限定 2023年12月31日まで視聴可能。以降はRIZIN公式サブスク『RIZIN 100 CLUB』で視聴可能】【【試合映像】】所英男 vs. 神龍誠 / Hideo Tokoro vs. Makoto Shinryu - RIZIN.37』RIZIN公式YouTubeチャンネル、2022年。
3. ↑  『【試合映像】神龍誠 vs. 北方大地 / Makoto Shinryu vs. Daichi Kitakata - RIZIN.41』RIZIN公式YouTubeチャンネル、2023年。
4. ↑  『【試合映像】堀口恭司 vs. 神龍誠 / Kyoji Horiguchi vs. Makoto Shinryu - RIZIN.45』RIZIN公式YouTubeチャンネル、2023年。
5. ↑  『【試合映像】神龍誠 vs. イ・ジョンヒョン / Makoto Shinryu vs. Jung Hyun Lee - Yogibo presents RIZIN.46』RIZIN公式YouTubeチャンネル、2024年。

### 補足映像
1. ↑  『【番組】RIZIN CONFESSIONS #102（※試合映像＆所英男と神龍誠による試合振り返りドキュメンタリー番組）』RIZIN公式YouTubeチャンネル、2022年。
2. ↑  『【番組】RIZIN CONFESSIONS #119（※試合映像＆神龍誠と北方大地による試合振り返りドキュメンタリー番組）』RIZIN公式YouTubeチャンネル、2023年。
3. ↑  『【番組】RIZIN CONFESSIONS #141（※試合映像＆堀口恭司と神龍誠による試合振り返りドキュメンタリー番組）』RIZIN公式YouTubeチャンネル、2023年。
4. ↑  『【番組】RIZIN CONFESSIONS #149（※番組内で試合映像＆神龍誠とイ・ジョンヒョンによる試合振り返りドキュメンタリー番組）』RIZIN公式YouTubeチャンネル、2024年。
5. ↑  『【番組】RIZIN CONFESSIONS #158（※番組内で試合映像＆神龍誠と扇久保博正による試合振り返りドキュメンタリー番組）』RIZIN公式YouTubeチャンネル、2024年。